# 土曜の夜ですウハウハ大放送 アニメストリート
土曜の夜ですウハウハ大放送 アニメストリート（どようのよるですウハウハだいほうそう アニメストリート）は、バーディ企画制作でアール・エフ・ラジオ日本より放送されていたアニラジ番組。1999年5月1日放送開始、2005年3月25日放送終了し、4月5日よりウハウハ大放送 アニメストリートにリニューアルされた。

## 放送時間
- 毎週土曜日25:00～27:00

## 出演者
- 結城比呂
- 國府田マリ子

## 過去の出演者
- 1999年5月1日～2000年3月:紅林玲奈
- 1999年5月1日～2001年9月:岡崎瑞生
- 2001年10月～2004年3月:川上とも子

## コーナー
- ふつおた
  - どのコーナーにも属さない「普通のお便り」を紹介するコーナー。
- 別名なにがし
- おやじギャグ再生計画
- 放送マンガ講座
- アニストクイズ333
- 爆笑アニソンバトル
- 声の宅急便
- 結城おこし・川上おこし
  - パーソナリティと同じ名字茨城県結城市と長野県南佐久郡川上村を街おこしする。
- 結城比呂の雑学大王
- とも蔵擬音祭り
- アニスト逆回転寿司
- シナリオパズル

## ミニ番組
- お笑い無法地帯（テツandトモ・みはる）
- 水田竜子のミュージュクパーク
- Angel☆のウキウキウップン

### カンムリバン!
ひと月ごとにパーソナリティが交代する30分の番組。まずバーディータレントセンターに所属する役者各自が番組を企画し、そのうち5組がラジオでの放送権をかけてホームページ上で争う。ホームページ上では3分の番組を4回配信し、聴かれた数上位2組がラジオ番組内での1回の対決でひと月間の放送権を得る。本放送ではアニメストリートのパーソナリティを従え番組を務めた。
「カンムリバン!」とは冠番組のことで、選ばれた出演者の名前を番組名に冠して放送することから付けられた大枠の番組名である。2004年4月開始。

### ニジドラ
ラジオ日本で放送されていた30分のラジオドラマの番組。前半15分はラジオドラマを放送し、後半15分はその出演者とアニメストリートのパーソナリティが一緒になってトークを繰り広げる。1話ひと月全4回で完結するが、その月により1話1回完結で放送されることもある。物語の多くは番組の性質を反映してか、不思議な力を持つ人物やアイテムが出てくるファンタジーが多い。2001年9月までは「アニストアカデミー」だった。2005年4月に「ウハウハ大放送 アニメストリート」にリニューアルすると同時にシアター130へ名称変更した。

## ネット局
- 岐阜ラジオ
- FM愛媛
- 静岡放送
- 西日本放送

## テーマ曲
- オープニングテーマ
  - N.O./POLYSICS
- エンディングテーマ
  - Quiet Time/川上とも子
  - Ta・ra・ra/國府田マリ子